# 内閣府特命担当大臣（消費者担当）
内閣府特命担当大臣（消費者担当）（ないかくふとくめいたんとうだいじん しょうひしゃたんとう）は、日本の国務大臣。内閣府特命担当大臣の一つ。消費者担当大臣と通称される。

## 概要
日本の内閣府に置かれていた内閣府特命担当大臣の一つである。内閣府にある消費者委員会や外局の消費者庁など消費者行政を所管していた。
内閣府特命担当大臣は、担当する諸課題により柔軟に設置できるため、政権により増減や変動があり、その役職名は必ずしも一致しないが、消費者担当大臣は、沖縄及び北方対策担当大臣や金融担当大臣と同様に、内閣府設置法により必置とされていた。
なお、現在は消費者及び食品安全担当大臣が設置されており、消費者行政だけではなく食品安全行政も所管し、より広範な業務を担当している。

## 沿革
2007年10月、第168回国会での所信表明演説にて、内閣総理大臣の福田康夫は「生産第一という思考から、国民の安全・安心が重視されなければならないという時代になったと認識すべき」と指摘し、消費者保護、食の安全、防災などの分野に注力し、国民生活の安全を実現し、安心をもたらすことを目指すと表明した。特に、消費者保護分野については、構造計算書偽造問題や悪徳商法問題など過去に発覚した問題を例示したうえで、「消費者保護のための行政機能の強化」を積極的に推進する考えを表明した。
翌年1月、第169回国会の施政方針演説にて、福田は「国民の安全と福利のために置かれた役所や公の機関が、時としてむしろ国民の害となっている例が続発して」いると発言するなど、従来の行政機構を厳しく批判した。そのうえで、「各省庁縦割りになっている消費者行政を統一的・一元的に推進するための、強い権限を持つ新組織を発足させる」と明言するとともに「消費者行政担当大臣を常設」する考えを明らかにした。
これらの発言を受け、福田康夫内閣では消費者行政の一元化と強化が主要な課題となった。同内閣では、内閣府特命担当大臣（沖縄及び北方対策、規制改革、国民生活、科学技術政策）を務めていた岸田文雄に対し、国務大臣として「消費者行政推進担当」の特命事項の兼任が発令された。
続く福田康夫改造内閣では、内閣府特命担当大臣（科学技術政策、食品安全担当）の野田聖子が消費者行政推進担当を兼任した。野田は麻生内閣でも内閣府特命担当大臣（科学技術政策、食品安全担当）として留任し、消費者行政推進担当も引き続き兼任した。また、同内閣にて消費者委員会と消費者庁が正式に発足したことを受け、野田は消費者行政推進担当の職を解かれ、「内閣府特命担当大臣（消費者担当）」に任じられた。
その後成立した鳩山由紀夫内閣では、食品安全と消費者行政が一括され、「内閣府特命担当大臣（消費者及び食品安全担当）」が設置されたため、消費者担当大臣は事実上食品安全担当大臣と統合された。

## 歴代大臣
| 代                                                                                                  | 氏名                                                                                                | 氏名                                                                                                | 内閣                                                                                                | 就任日                                                                                              | 退任日                                                                                              |
| 国務大臣（消費者行政を統一的・一元的に推進するための 企画立案及び行政各部の所管する事務の調整担当） | 国務大臣（消費者行政を統一的・一元的に推進するための 企画立案及び行政各部の所管する事務の調整担当） | 国務大臣（消費者行政を統一的・一元的に推進するための 企画立案及び行政各部の所管する事務の調整担当） | 国務大臣（消費者行政を統一的・一元的に推進するための 企画立案及び行政各部の所管する事務の調整担当） | 国務大臣（消費者行政を統一的・一元的に推進するための 企画立案及び行政各部の所管する事務の調整担当） | 国務大臣（消費者行政を統一的・一元的に推進するための 企画立案及び行政各部の所管する事務の調整担当） |
| --------------------------------------------------------------------------------------------------- | --------------------------------------------------------------------------------------------------- | --------------------------------------------------------------------------------------------------- | --------------------------------------------------------------------------------------------------- | --------------------------------------------------------------------------------------------------- | --------------------------------------------------------------------------------------------------- |
| 1                                                                                                   | | 岸田文雄                                                                                            | 福田康夫内閣                                                                                        | 2008年2月6日                                                                                        | 2008年8月2日                                                                                        |
| 2                                                                                                   | | 野田聖子                                                                                            | 福田康夫改造内閣                                                                                    | 2008年8月2日                                                                                        | 2008年9月24日                                                                                       |
| 3                                                                                                   | 麻生内閣                                                                                            | 野田聖子                                                                                            | 2008年9月24日                                                                                       | 2009年9月1日                                                                                        | |
| 内閣府特命担当大臣（消費者担当）                                                                    | | | | | |
| 1                                                                                                   | | 野田聖子                                                                                            | 麻生内閣                                                                                            | 2009年9月1日                                                                                        | 2009年9月16日                                                                                       |
| （鳩山由紀夫内閣以降、内閣府特命担当大臣（消費者及び食品安全担当））                                | | | | | |

- 2009年9月1日に内閣府消費者委員会と消費者庁が発足するまでは、国務大臣に対する特命事項として「消費者行政推進担当」の発令があった。あくまで国務大臣に対する特命事項であり、特命担当大臣とは扱いが異なるが、後に設置された「消費者担当大臣」と所管業務はほぼ同様であるため、便宜上掲載した。
- 2009年9月1日の内閣府消費者委員会および消費者庁の発足に伴い、内閣府特命担当大臣としての担当事項の発令が開始された。